# Peter Skene Ogden

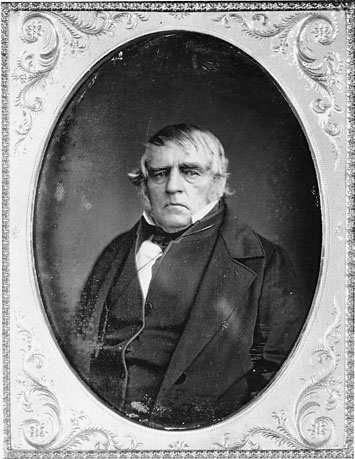
Peter Skene Ogden (ca. 1850er)

Peter Skene Ogden, auch Skeene, Skein oder Skeen geschrieben (getauft am 12. Februar 1790; † 27. September 1854 in Oregon City) war ein kanadischer Trapper und Forschungsreisender. Während seiner zahlreichen Expeditionen erkundete er Oregon, Washington, Nevada, Kalifornien, Utah, Idaho und Wyoming.
Als sein Geburtsdatum wird unter anderem 1774, 1794 und 1790 angegeben. Er war der Sohn des Vorsitzenden Richters Isaac Ogden von Québec. Nach einer kurzen Zeit mit der American Fur Company arbeitete er ab dem Jahr 1809 für die North West Company. Sein erster Handelsposten war Île-a-la-Crosse, Saskatchewan, im Jahre 1810. 1814 leitete er einen Handelsposten in Green Lake, Saskatchewan, 100 Meilen weiter südlich.
Ogden hatte mehrere Zusammenstöße mit Mitarbeitern der rivalisierenden Hudson’s Bay Company (HBC) und wurde dabei mehrfach gewalttätig. 1816 soll er nach Angaben von Angestellten der HBC einen Indianer auf grausame Weise ermordet haben, der mit der HBC zusammenarbeitete. Obwohl viele in der North-West Company solche Vergehen als notwendiges Übel des Lebens im unerschlossenen Westen Kanadas betrachteten, bezeichnete die HBC ihn als gefährlichen Mann. Für besonders verabscheuungswürdig hielt sie seine Tat, weil er der Sohn eines Richters war. Ogden wurde des Mordes angeklagt, und die North-West Company versetzte ihn auf einen Posten weiter im Westen Kanadas, um weitere Konfrontationen mit der HBC zu vermeiden.
Nachdem die HBC und die North West Company im Jahre 1821 unter der Leitung von George Simpson fusioniert wurden, tat sich die HBC schwer damit, über die weitere Verwendung von Ogden zu entscheiden. Sie lehnte seine Arbeitsmethoden ab und misstraute ihm, entschied aber letztendlich, dass er während der 'Fur-Trade wars' so viel geleistet hatte, dass man ihm 1823 den Posten eines Chefhändlers für das Gebiet des Snake River anvertraute. In den nächsten Jahren unternahm Ogden eine Reihe von Expeditionen, um diesen Teil Nordamerikas (Oregon Country/Columbia District) zu erforschen. Vor allem auf diesen Forschungsreisen beruht sein Ruf. Die Stadt Ogden in Utah wurde nach ihm benannt.
1830 wurde Ogden nach Norden geschickt, um einen weiteren Außenposten der HBC zu begründen. Er leitete gleichzeitig einen Außenposten an der Südküste von Alaska. In den 1840er Jahren leitete er einen Handelsposten in Fort Vancouver, wo er unter anderem den kanadischen Maler Paul Kane kennenlernte, der das Leben der Indianer im Westen Kanadas in Skizzen und Ölgemälden festhielt. Während seiner Zeit in Vancouver handelte er erfolgreich mehrere Handelsabkommen mit Indianerstämmen aus. Zu seinen Taten gehört auch die Befreiung der Geiseln des Whitman-Massakers.
Ogden setzte sich mit einer seiner mehreren Indianerfrauen in Oregon City zur Ruhe. Auf der Grundlage seiner umfangreichen Kenntnisse über das Leben der indigenen Völker des kanadischen Westens schrieb er ein Erinnerungsbuch mit dem Titel „Traits of American Indian Life and Character. By a Fur Trader.“ Es wurde nach seinem Tod 1855 publiziert.
Nach Ogden wurde der Peter Skene Ogden State Park in Oregon benannt.